# Jennifer Lawrence
Pour les articles homonymes, voir Lawrence.
Jennifer Lawrence [ˈd͡ʒɛnɪfɚ ˈlɒɹəns], née le 15 août 1990 à Indian Hills, dans la banlieue de Louisville (Kentucky, États-Unis), est une actrice et productrice américaine.
Décrite comme l’une des meilleures actrices de sa génération, Lawrence fait ses débuts au cinéma avec un second rôle dans le drame Garden Party (2008).
Révélée en 2010 dans le film indépendant Winter's Bone, pour lequel elle est nommée à l'Oscar de la meilleure actrice, Jennifer Lawrence accède à une notoriété internationale en 2012 en incarnant Katniss Everdeen dans la saga de science-fiction The Hunger Games, dont quatre longs-métrages sortent jusqu'en 2015.
Les années qui suivent, elle confirme son ascension en jouant le rôle de Mystique dans la franchise de superhéros X-Men (2011-2019)  et devient la muse du scénariste et réalisateur David O. Russell. Ce dernier l'impose comme une actrice de premier plan avec la comédie dramatique indépendante Happiness Therapy (2012). Son interprétation d'une jeune femme perdue lui vaut plusieurs récompenses majeures dont un Golden Globe et – consécration à 22 ans seulement – l'Oscar de la meilleure actrice. Ensemble, ils tournent ensuite American Bluff (2013), qui vaut à l'actrice une troisième nomination aux Oscars dans un second rôle cette fois-ci, ainsi qu'un Golden Globe et un BAFTA Award. Puis, elle tient le rôle-titre de Joy (2015) qui lui permet de remporter le Golden Globe de la meilleure actrice dans une comédie.
En 2015 et 2016, selon le magazine Forbes, elle est l'actrice la mieux payée au monde avec un revenu annuel estimé à 52 millions de dollars. Elle apparaît également dans la liste des 100 personnes les plus influentes du monde du Time en 2013.
Cette même année, elle annonce son intention de réaliser un premier film, la comédie Project Delirium. Cependant, certains de ses projets ne convainquent pas la critique : le drame historique Serena (2014), le film de science-fiction Passengers (2016) et le thriller d'espionnage Red Sparrow (2018) remportent moins de succès.
En 2018, elle lance sa propre société de production nommée Excellent Cadaver.
En  2021, Jennifer Lawrence interprète une astronome dans la comédie Don't Look Up : Déni cosmique aux côtés de Leonardo DiCaprio, qui rencontre un succès mondial sur la plateforme Netflix.

## Biographie

### Naissance et jeunesse
Jennifer Shrader Lawrence, est née le 15 août 1990 à Indian Hills, banlieue de Louisville, dans le Kentucky, aux (États-Unis). Elle est la fille de Karen Lawrence, directrice d'un camp de vacances, et de Gary Lawrence, anciennement chef d'une entreprise de construction, tous les deux propriétaires d'une ferme à l'écart de la ville,. Elle grandit à la campagne avec deux frères aînés, Ben et Blaine,,,. Elle a étudié au collège Kammerer Middle School de Louisville. Elle a des ancêtres anglais, irlandais, écossais et allemands.
Cheerleader à l'école, Lawrence pratique plusieurs sports, notamment le softball, le hockey sur gazon et le basket-ball dans une équipe de garçons entraînée par son père.
À propos de ses rêves d'alors, Lawrence déclare : « J'ai toujours eu une idée très précise de ce que je voulais : je voulais être une maman, devenir médecin et aller vivre dans le Kentucky. Mais j'ai toujours su que je voulais être actrice. »
Quand son père travaillait à la maison, elle jouait pour lui, en se déguisant en clown ou en ballerine. Friande d'équitation, elle se rendait régulièrement dans une ferme équestre près de chez elle et avait des chevaux. Elle a le coccyx déformé à la suite d'une chute de cheval. Elle interprète son premier rôle dans une pièce de sa paroisse basée sur le Livre de Jonas, où elle incarne une prostituée petite,. Les années suivantes, Lawrence continue à prendre part aux pièces de l'Église et aux comédies musicales de son école.
Au sujet de ses premières années de vie, elle confie dans un entretien accordé à l'auteur Marc Levy pour Madame Figaro : « Mon surnom était « Nitro », comme  nitroglycérine. J’étais hyperactive, curieuse de tout. Quand ma mère me parle de moi plus jeune, elle me dit toujours qu’il y avait comme une lumière en moi, une étincelle qui m’animait sans cesse. Lorsque je suis entrée à l’école, cette lumière s’est éteinte. On n’a jamais su ce que c’était, une sorte d’anxiété sociale. Pourtant j’avais des amies. Je crois surtout que je ne me sentais pas intelligente, car je n’étais pas assez bonne élève… Je pensais que certaines personnes sont stupides, mais finissent par s’en sortir et que je faisais partie de celles-là. Je suis allée voir un psy, rien n’y faisait. Un jour, j’ai supplié mes parents de m’emmener à un casting, nous sommes partis à New York et c’est là que j’ai commencé à jouer la comédie. À peine sur scène, ma mère a vu le changement qui s’opérait en moi. Elle a vu mes angoisses disparaître. Elle retrouvait sa fille, celle qui possédait cette lumière et cette joie d’avant l’école. J’avais enfin trouvé un chemin, ouvert les portes d’un univers que je comprenais, qui me faisait du bien et me rendait heureuse, parce que je m’en sentais capable, alors qu’avant je me sentais bonne à rien. C’est pour ça que maman s’est battue pour que je puisse être actrice,,. »
À l'âge de 14 ans, elle se rend avec sa famille à New York pour participer à un casting,. Durant sa première audition, elle parvient à impressionner les agents avec son honnêteté et sa transparence, en montrant qu'elle pouvait jouer n'importe quel personnage.
Ses parents décident alors de la soutenir et prennent deux hypothèques sur leur maison pour venir s’installer avec elle à New York et lui permettre ainsi de tenter de percer.
Avec l'accord de ses parents, elle interrompt sa scolarité au collège pour poursuivre une carrière d'actrice. Dans une interview donnée en 2018, elle affirme n'avoir aucun diplôme. La jeune fille multiplie les auditions et tourne dans quelques publicités mais, déterminée à devenir actrice, elle refuse les propositions de mannequinat à ce moment-là.
Jennifer Lawrence retourne souvent à Louisville où elle travaille comme assistante infirmière dans le camp de vacances de sa mère, elle a d'ailleurs déclaré que si elle n'avait pas réussi à vivre du métier d'actrice, elle aurait voulu être infirmière.

### Débuts télévisuels (2006-2008)
Sa carrière d'actrice débute en 2006 à la télévision avec un petit rôle dans le téléfilm Company Town, suivi de seconds rôles dans de nombreuses séries télévisées tels que Monk la même année et Médium en 2007. Ces rôles l'ont conduite à obtenir un rôle important dans The Bill Engvall Show diffusé de 2007 à 2009 sur la chaîne TBS. Dans cette sitcom, composée de trente épisodes, elle y interprète Lauren Pearson, la fille aînée de la famille et adolescente rebelle. La série, qui a duré trois saisons, permet à la jeune actrice d'obtenir ses premières critiques favorables, notamment par Tom Shales du Washington Post, qui la considère comme « une voleuse de scène », tandis que David Hinckley du New York Daily News écrit qu'elle réussit à livrer « l'exaspération perpétuelle des adolescentes »,. Elle obtient le Young Artist Award de la meilleure interprétation dans une série télévisée en 2009.

### Révélation (2008-2011)

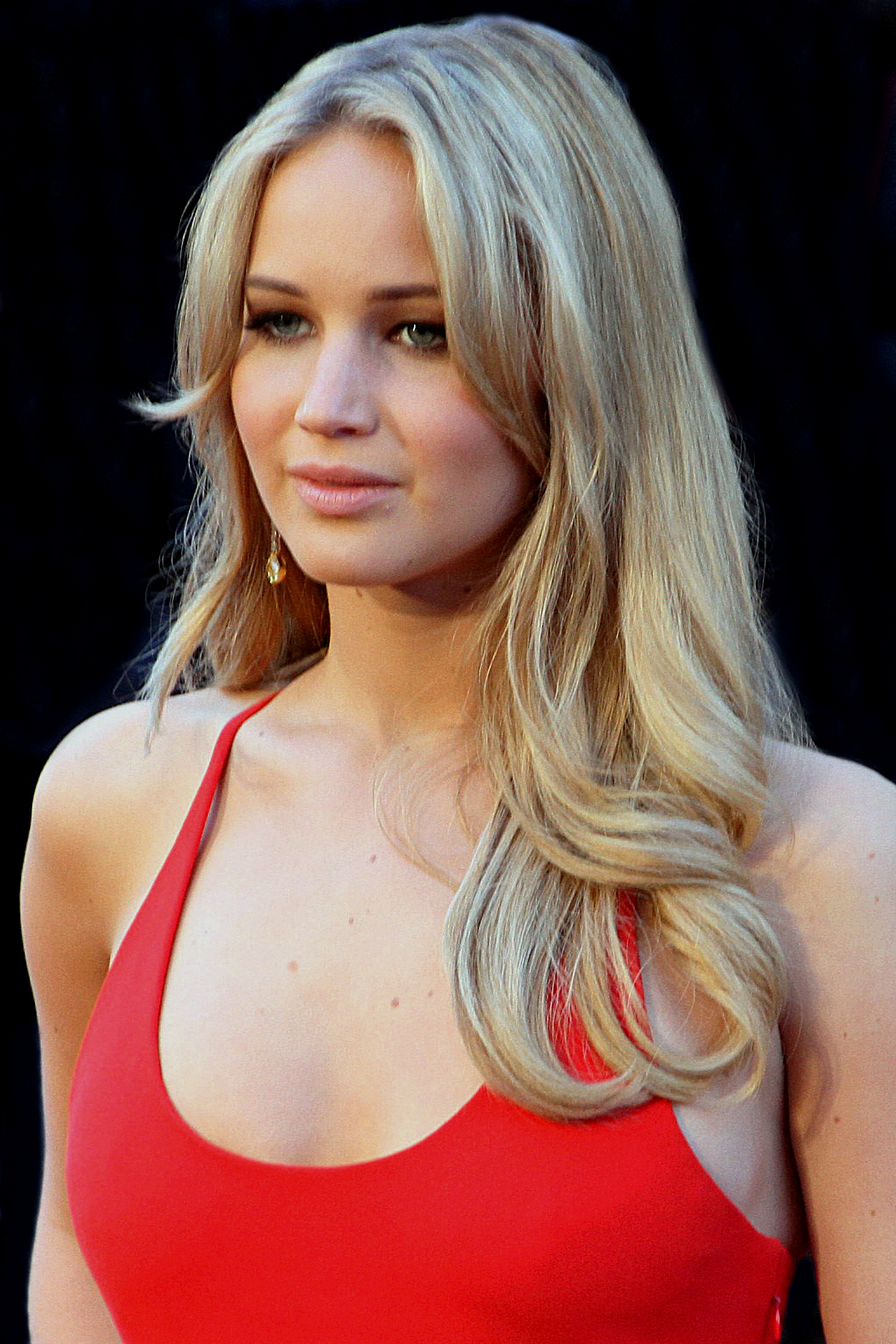
L'actrice lors de la 83e cérémonie des Oscars en 2011, à la suite de sa nomination pour Winter's Bone.

En 2008, elle fait ses débuts au cinéma dans le film dramatique indépendant Garden Party. Peu après, elle obtient des rôles importants. Dans le drame The Poker House, elle incarne une sœur aînée qui vit avec sa mère toxicomane,,. Le critique Stephen Farber du magazine Hollywood Reporter pense que Lawrence a « une aisance touchante à la caméra qui transmet la résilience des enfants ». Sa prestation lui vaut le prix de la meilleure interprétation au Festival du film de Los Angeles,.
Elle obtient un rôle dans Loin de la terre brûlée, film choral de Guillermo Arriaga, dans lequel elle joue la fille adolescente de Kim Basinger, partageant son personnage avec Charlize Theron, qui incarne le rôle adulte. Ce premier rôle lui permet de remporter le prix « Marcello Mastroianni du meilleur jeune espoir » à la Mostra de Venise 2008,. Mark Feeney du Boston Globe estime que Lawrence est peu convaincante, tandis que Derek Elley de Variety considère qu'elle délivre une performance accrocheuse,.
En 2009, elle apparaît dans le clip The Mess I Made du groupe de pop rock américain Parachute.
Mais c'est en 2010 qu'elle obtient le rôle qui la révèle, avec le drame Winter's Bone, réalisé par Debra Granik et inspiré du roman du même nom de Daniel Woodrell, dans lequel elle interprète Ree Dolly, une adolescente vivant dans les Monts Ozarks, qui prend soin de sa mère malade et de ses jeunes frères et sœurs tout en recherchant son père disparu.
Jennifer Lawrence raconte à propos de Winter's Bone : « Un jour, mon agent m'appelle : "J'ai trouvé le meilleur scénario possible, tu dois tout faire pour avoir le rôle". Je suis donc allée à Los Angeles et j'ai passé deux auditions. Ils ne m'ont pas prise : ils me trouvaient trop jolie ! Quand je l'ai appris, Debra Granik était déjà repartie à New York. J'ai sauté dans un avion, je n'ai pas dormi de la nuit, je me suis rendue dans ses bureaux en courant, sous la neige, et je l'ai suppliée de me redonner une chance. Cette fois-ci, elle ne m'a pas trouvé trop jolie. »
Lawrence s'est rendue à Ozarks dans le Missouri une semaine avant le tournage pour se familiariser avec le lieu, et a appris à éviscérer un écureuil et à couper du bois. La prestation de la jeune actrice est acclamée par la critique : David Denby du New Yorker déclare que le film serait « inimaginable avec quelqu'un de moins charismatique » et Peter Travers de Rolling Stone note que « sa performance est plus que du jeu, il s'agit d'une tempête ».
La production acclamée remporte le Grand Prix du Jury au Festival de Sundance. Lawrence reçoit le National Board of Review de la meilleure révélation et d'autres prix et nominations, dont l'Oscar de la meilleure actrice, faisant d'elle la deuxième plus jeune actrice à être nommée dans cette catégorie,. Au box-office, le film remporte un succès commercial modeste.
En 2011, elle tient un rôle secondaire dans le drame romantique Like Crazy, dans lequel elle partage l'affiche avec Anton Yelchin et Felicity Jones et qui traite des relations à longue distance. La même année, Jodie Foster choisit Jennifer Lawrence pour jouer dans le film qu'elle dirige : Le Complexe du castor. Dans cette comédie dramatique, la jeune actrice joue aux côtés de Mel Gibson et Jodie Foster elle-même, ainsi qu'Anton Yelchin. Tournée en 2009, la production est retardée en raison de la controverse concernant Gibson et a finalement échoué à trouver un large public,.

### Consécration (2011-2013)

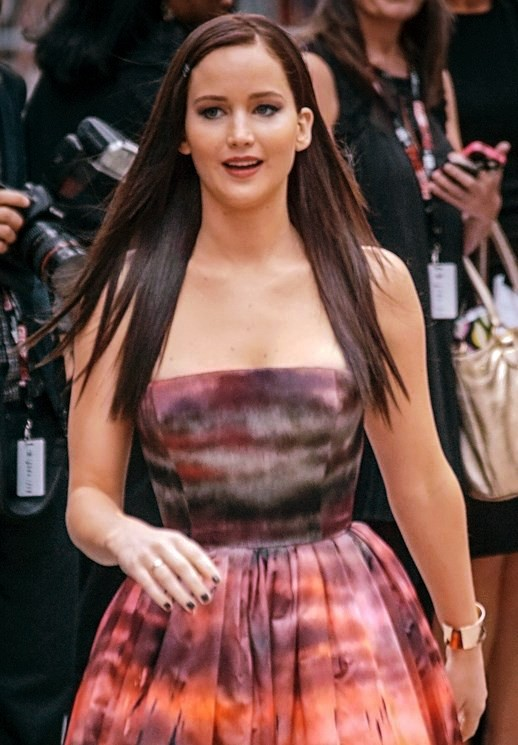
L'actrice au Festival du film de Toronto 2012, pour la présentation de Happiness Therapy.

En 2011, elle obtient son premier grand succès commercial avec le blockbuster X-Men : Le Commencement, qui est son premier film à connaître une large sortie en salles. Dans ce préquelle de la saga X-Men, où elle partage l'affiche avec James McAvoy et Michael Fassbender, elle tient le rôle de la mutante Mystique, incarnée par Rebecca Romijn dans les films précédents. Claudia Puig de USA Today considère le film comme « un reboot chic » de la franchise et estime que la « performance fougueuse » de Lawrence habilite le film. Avec 350 millions de dollars de recettes mondiales, X-Men: Le Commencement est le film de Lawrence le plus populaire à cette période.
La notoriété de Lawrence s'accroît en 2012 lorsqu'elle est choisie pour incarner Katniss Everdeen, rôle principal du film Hunger Games, adaptation du premier roman de la trilogie à succès du même nom de Suzanne Collins. Située dans un futur post-apocalyptique, la franchise raconte l'histoire de Katniss, adolescente qui rejoint les forces rebelles contre un gouvernement totalitaire après avoir remporté un événement annuel télévisé immoral. Bien qu'admiratrice du livre, Lawrence a d'abord hésité à jouer ce rôle, intimidée par l'ampleur du film et sur l'impact qu'il allait avoir sur sa vie. C'est sa mère qui la convainc d'accepter le rôle. Elle suit un important entraînement physique en s'initiant à l'apprentissage des techniques de combat, ainsi qu'en pratiquant de l'escalade et du yoga,. Malgré cela, elle se blesse en courant près d'un mur. Le film est accueilli favorablement par la critique, notamment la performance de l'actrice, Todd McCarthy du Hollywood Reporter estime qu'elle est « l'actrice idéale à l'écran » et Roger Ebert trouve qu'elle ancre le film avec une « présence et une gravité impressionnante »,.
Avec 694 millions de dollars de recettes mondiales,, Hunger Games devient le film avec un rôle principal féminin à faire le plus de recettes faisant de Lawrence l'héroïne de film d'action la plus rentable de tous les temps.
La même année, elle partage l'affiche avec Bradley Cooper et Robert De Niro dans la comédie dramatique Happiness Therapy de David O. Russell. Sa prestation est saluée par la critique américaine,, et par le public, avec 236 millions de dollars de recettes mondiales.
Elle campe également le personnage d'Elissa dans La Maison au bout de la rue, son premier rôle dans un film d'épouvante,.
Au début de l'année 2013, elle remporte le Golden Globe de la meilleure actrice dans un film musical ou une comédie et l'Oscar de la meilleure actrice des mains de Jean Dujardin pour son rôle de Tiffany Maxwell dans le film Happiness Therapy.

### Rayonnement international (depuis 2013)

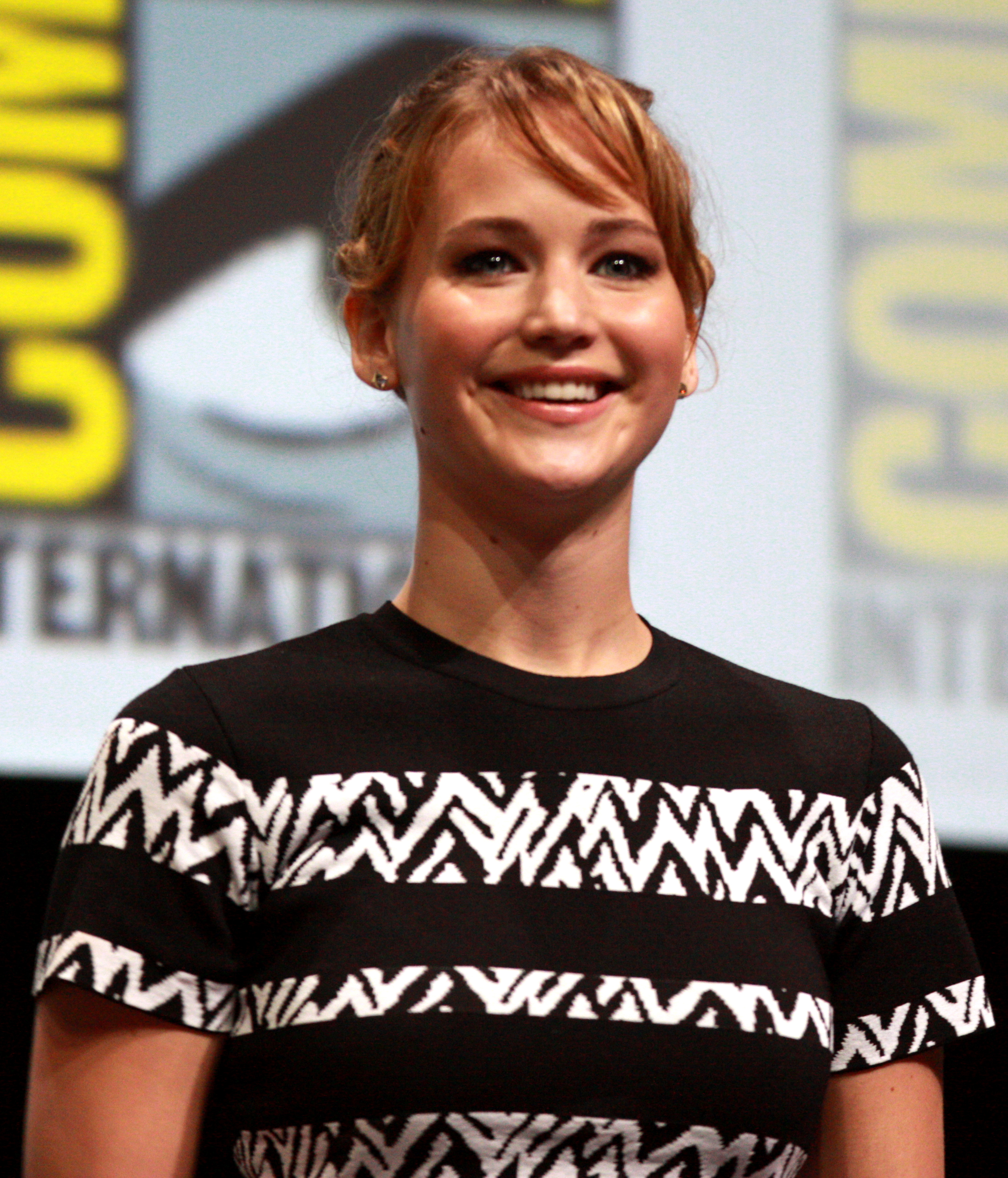
L'actrice au Comic-Con de San Diego 2013, pour la promotion de Hunger Games : L'Embrasement.
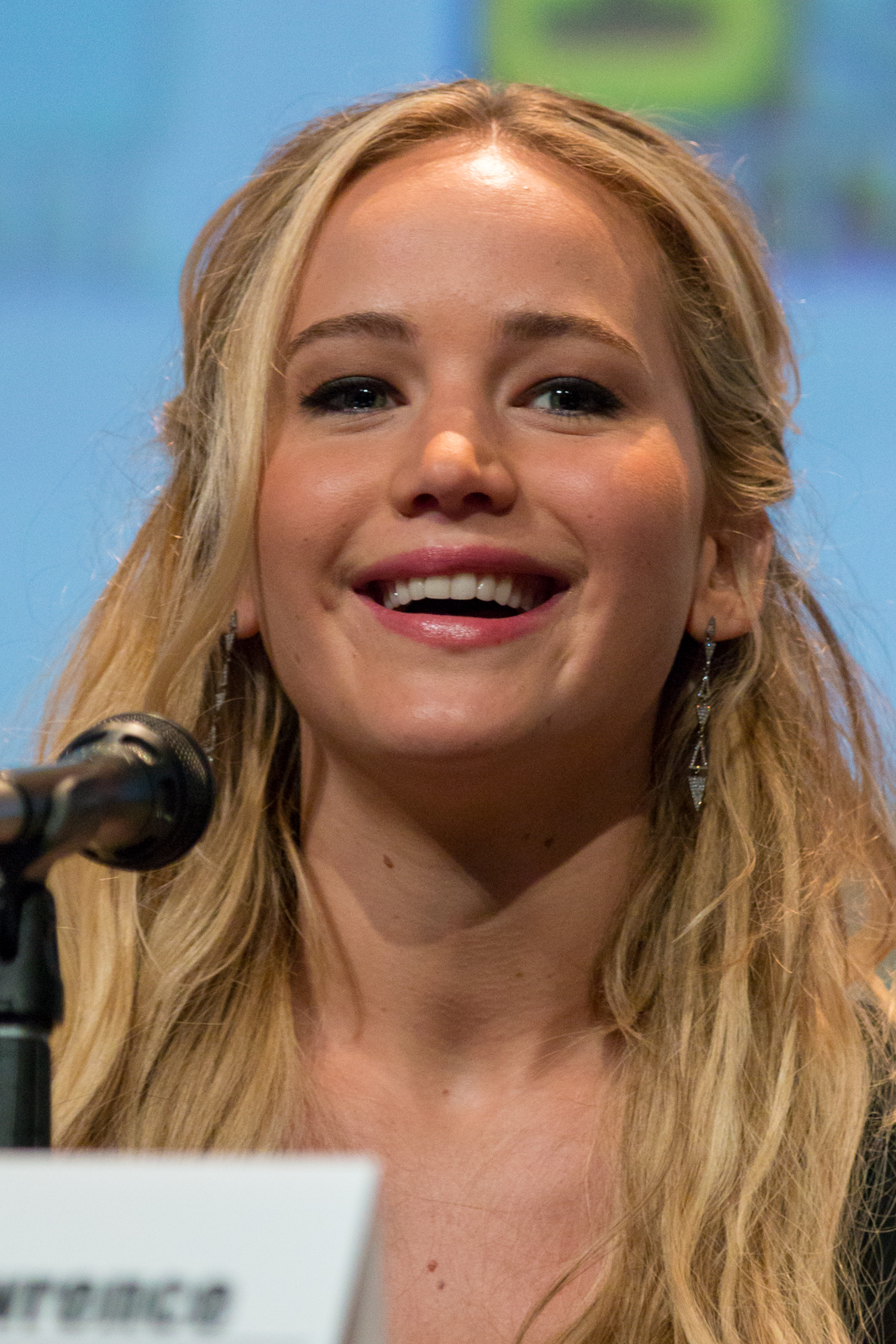
L'actrice au Comic-Con de San Diego 2015, pour la promotion de Hunger Games : La Révolte, partie 2.
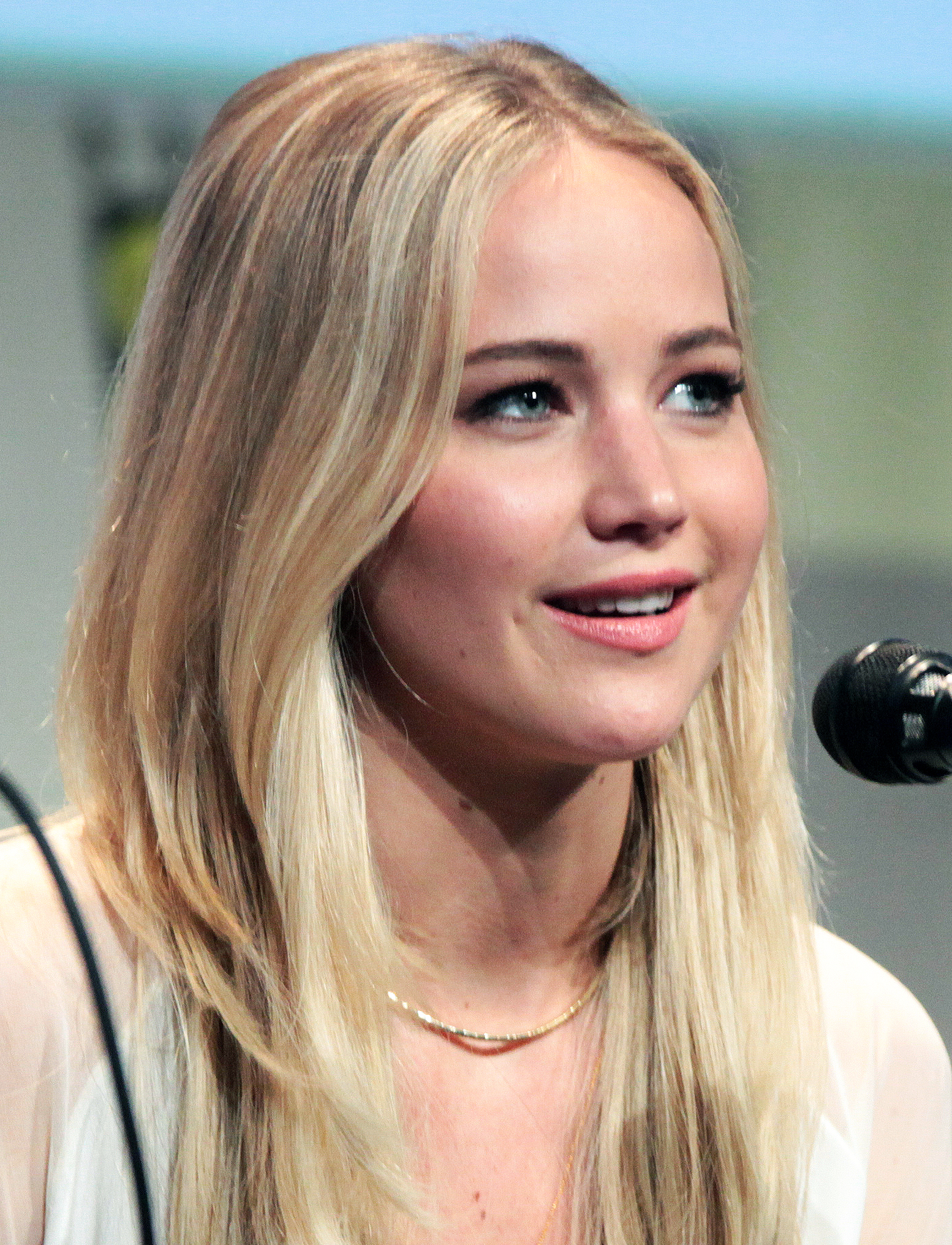
Jennifer Lawrence au Comic-Con de San Diego 2015, pour la promotion de X-Men: Apocalypse.
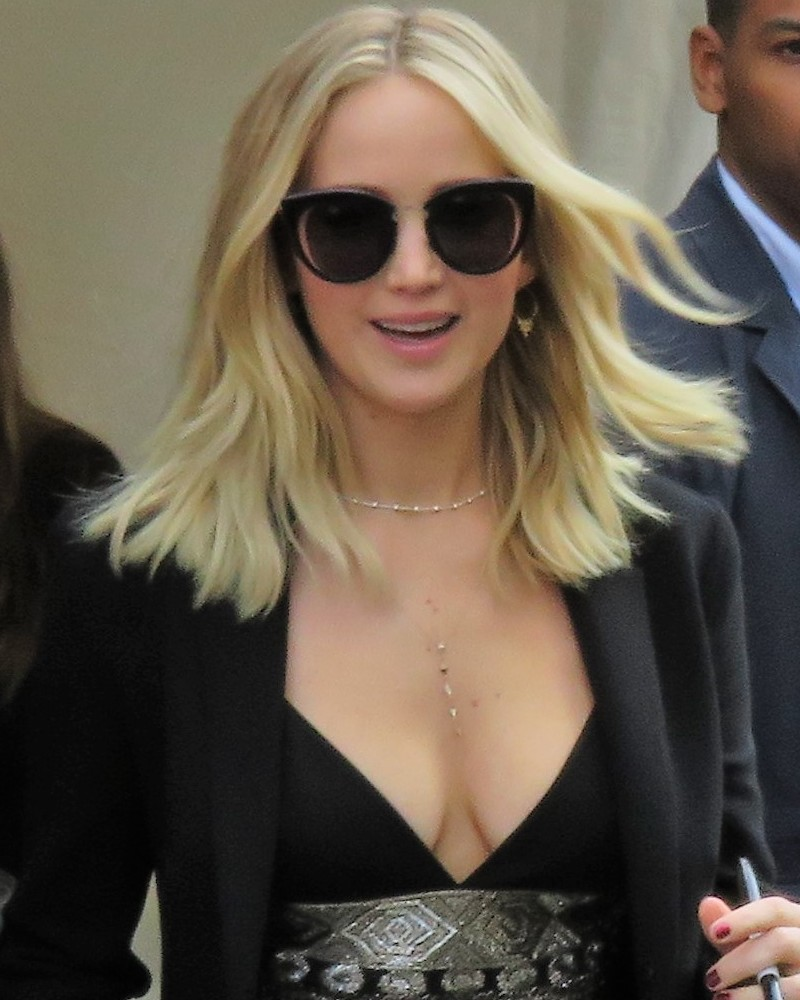
L'actrice à la première de Mother! au TIFF de 2017.
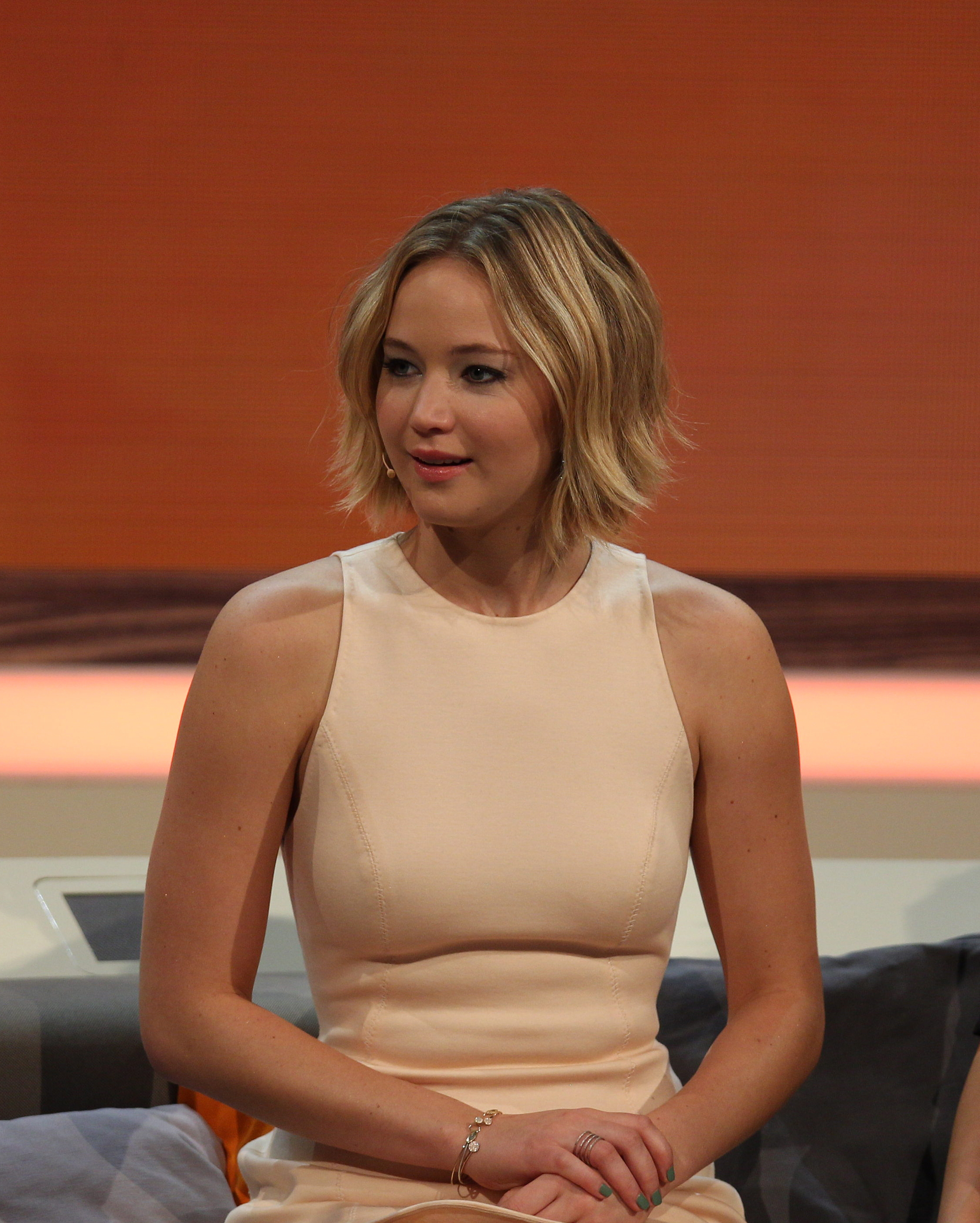
Jennifer Lawrence durant l'émission Wetten, dass..?.

Elle reprend son rôle de Katniss Everdeen dans Hunger Games : L'Embrasement de Francis Lawrence, qui devient le plus grand succès de la franchise au box-office avec 865 millions de dollars de recettes mondiales.
En 2014, elle reçoit lors de la cérémonie des Golden Globes le trophée du meilleur second rôle féminin pour sa performance dans le film de David O. Russell, American Bluff et est nommée aux Oscars pour le meilleur second rôle féminin dans ce même film. Elle joue pour la deuxième fois sous la direction du réalisateur et retrouve aussi Bradley Cooper. L'ancien duo de Happiness Therapy est rejoint par Christian Bale, Amy Adams et Jeremy Renner. Le film obtient un succès critique et commercial, avec 251 millions de dollars de recettes mondiales,.
Cette même année, Jennifer Lawrence est au casting du blockbuster de Bryan Singer, X-Men: Days of Future Past où elle reprend son rôle de Raven Darkholme/Mystique. Cette fois-ci, pour sa transformation en mutante bleue, elle porte une combinaison pour éviter de passer des heures en maquillage et de développer des réactions allergiques aux produits utilisés. Le film rapporte 747 millions de dollars de recettes mondiales.
Elle conclut cette année-là en retrouvant le personnage de Katniss Everdeen pour le troisième volet de la saga Hunger Games : La Révolte (1re partie). Elle y interprète la chanson The Hanging Tree, qui paraît en single, parvenant à se classer dans le top 40 des charts britanniques et australiens,.
Elle débute 2015 avec le film dramatique Serena, dans lequel elle retrouve Bradley Cooper. Cette adaptation du roman éponyme de l'Américain Ron Rash est néanmoins mal reçue par la critique, et voit, aux États-Unis, sa sortie en salles limitée.
Elle reprend pour la dernière fois le rôle de Katniss Everdeen dans Hunger Games : La Révolte, partie 2, qui est sorti le 18 novembre 2015 en France et le 20 novembre aux États-Unis.
Elle termine l'année avec le biopic Joy, qui retrace le parcours de Joy Mangano, inventrice du balai-serpillière auto-essorant. Réalisé par David O. Russell, l'actrice qui tient le rôle principal, retrouve Bradley Cooper et Robert de Niro.
En comparaison de Happiness Therapy et American Bluff, Joy rencontre un accueil critique modéré et un succès commercial relativement inférieur avec 101 millions de dollars de recettes mondiales. Toutefois, la prestation de l'actrice est couronnée par un Golden Globe de la meilleure actrice dans un film musical ou une comédie et une nomination à l'Oscar de la meilleure actrice.
Lors d'une interview pour le magazine Entertainment Weekly fin novembre 2015, la jeune actrice a révélé qu'elle allait prochainement réaliser son premier film, une comédie intitulée Project Delirium.
En mai 2016, Jennifer Lawrence reprend son rôle de mutante Raven Darkholme/Mystique dans X-Men : Apocalypse, réalisé par Bryan Singer. Le film rencontre un succès commercial avec 534 millions de dollars de recettes mondiales.
Puis, fin décembre de la même année, elle est à l'affiche de Passengers, film de science-fiction réalisé par Morten Tyldum, aux côtés de l'acteur Chris Pratt. Le film ne convainc pas la critique et n'obtient qu'un succès mitigé au box-office avec plus de 300 millions $ de recettes mondiales pour un budget de 110 millions,.
En attendant de reprendre son rôle de Mystique pour la quatrième fois dans X-Men: Dark Phoenix, Jennifer Lawrence est à l'affiche de Mother!, thriller horrifique de Darren Aronofsky, et du film d'espionnage Red Sparrow de Francis Lawrence.
Mother! est un échec commercial, mais il est bien accueilli par les critiques spécialisés qui saluent notamment la prestation de l'actrice. Red Sparrow obtient des critiques mitigées et un résultat moyen au box-office malgré de bonnes recettes à l'international, la qualité du jeu de Lawrence est par ailleurs remarquée.
En février 2021, elle est légèrement blessée à la paupière par des débris de verre à cause d'un effet spécial raté, lors du tournage du film Don't Look Up d'Adam McKay. Cette comédie apocalyptique qui réunit les acteurs Leonardo DiCaprio, Meryl Streep, Jonah Hill, Cate Blanchett ou encore Timothée Chalamet est diffusée partout dans le monde sur la plateforme Netflix, le 24 décembre 2021.

### Mannequinat

#### Presse
En 2011 et 2012, elle pose en couverture des magazines ASOS, Rolling Stone, Interview (Allemagne), British Vogue et Elle (US). Plus tard, elle fait la première page des magazines de mode Harper's Bazaar, Vogue (US), W, Marie Claire, Vanity Fair ou encore Glamour.

#### Publicité
En 2012, elle devient, après Mila Kunis et Marion Cotillard, l’égérie de la marque Christian Dior et pose pour la gamme de sacs à main Miss Dior,,. Par la suite, sa collaboration avec la marque s'étend au prêt-à-porter et à l'ensemble des accessoires.
En 2015, elle représente la gamme de rouge à lèvres Dior Addict. Pour la collection automne 2017 de Dior, elle pose dans une série de photos en noir et blanc réalisée par Brigitte Lacombe.
En 2018, elle devient le visage de Joy, un parfum Dior. Elle est ambassadrice de Longines.

### Image dans la profession et les médias
Donald Sutherland, également acteur dans Hunger Games, compare Jennifer Lawrence à Laurence Olivier et la décrit comme une « actrice exquise et brillante ». David O. Russell, qui l'a dirigée dans Happiness Therapy, apprécie son jeu sans effort qui rend ses performances naturelles. Jennifer Lawrence n'a jamais fait de théâtre ou pris de cours d'art dramatique mais elle ne considère pas que c'est un handicap : « J'ai toujours observé les gens et je suis fascinée par leurs réactions et sentiments. Je pense que c'est la meilleure manière d'apprendre - regarder de vraies personnes, les écouter et les étudier ».
En 2012, ses performances d'actrice sont saluées par le magazine Rolling Stone qui la présente comme « la jeune actrice la plus talentueuse d'Amérique ». En 2013, Jennifer Lawrence est classée parmi les cent personnes les plus influentes du monde selon le magazine Time, et elle est nommée « femme la plus puissante dans l'industrie du divertissement » par le Elle américain.
La même année, elle gagne 26 millions de dollars selon le magazine Forbes.
Selon cette même revue, elle est, l'année suivante, la deuxième actrice la mieux payée à Hollywood et est considérée comme « l'actrice la plus puissante », se classant à la 12e place de la liste Celebrity 100. Elle est également élue « femme la plus sexy du monde » par l'édition américaine de FHM.
En 2015 et 2016, avec 52 et 46 millions de dollars de gains annuels, selon Forbes, elle est l'actrice la mieux payée au monde,.
Le magazine Entertainment Weekly nomme Lawrence « Artiste de l'année » en 2015,.
En 2018, le site GOBankingRates, estime sa fortune à environ 120 millions de dollars,.

### Vie privée

#### Amours et amitiés
Elle est proche de ses deux collègues de Hunger Games, Liam Hemsworth et Josh Hutcherson. Elle est également très proche de l'actrice Emma Stone et de la famille Kardashian. Elle est aussi la meilleure amie de l'actrice et humoriste Amy Schumer.
En décembre 2010, Jennifer entame une relation avec l'acteur britannique Nicholas Hoult, rencontré sur le tournage d'X-Men : Le Commencement. Ils se séparent une première fois en janvier 2013, avant de se réconcilier six mois plus tard, à la suite du tournage de X-Men: Days of Future Past. Cependant, ils se séparent définitivement en juin 2014, au bout de trois ans et demi de relation.
Peu après, Jennifer entame une liaison avec le chanteur britannique Chris Martin, le leader du célèbre groupe Coldplay, qui se termine cinq mois plus tard, fin octobre 2014. Ils se remettent ensemble en janvier 2015, avant de se séparer à nouveau en juin de la même année.
En septembre 2016, elle devient la petite amie du réalisateur américain Darren Aronofsky, mais leur histoire se termine en octobre 2017,.
Depuis juin 2018, elle partage la vie de Cooke Maroney, un marchand d'art américain. Le couple se fiance en mai 2019, puis se marie le 19 octobre dans la ville de Newport (Rhode Island). En septembre 2021, le couple annonce attendre un enfant. En février 2022, elle donne naissance à un garçon. En septembre 2022, elle révèle lors d'une interview pour le magazine Vogue que son fils se prénomme Cy. En octobre 2024, elle annonce attendre son deuxième enfant.

#### Atteinte à sa vie privée
Le 31 août 2014, elle est victime, ainsi que plusieurs célébrités américaines, d'un hacker qui diffuse sur la toile des photos intimes obtenues frauduleusement via le cloud. Soulignant que ces images n'avaient pas vocation à être publiées, Lawrence qualifie ce piratage de « crime sexuel » et de « violation sexuelle ». Et elle n'hésite pas à déclarer que « toute personne qui regarde ces photos commet une infraction sexuelle et devrait se recroqueviller de honte ».

### Activités politiques

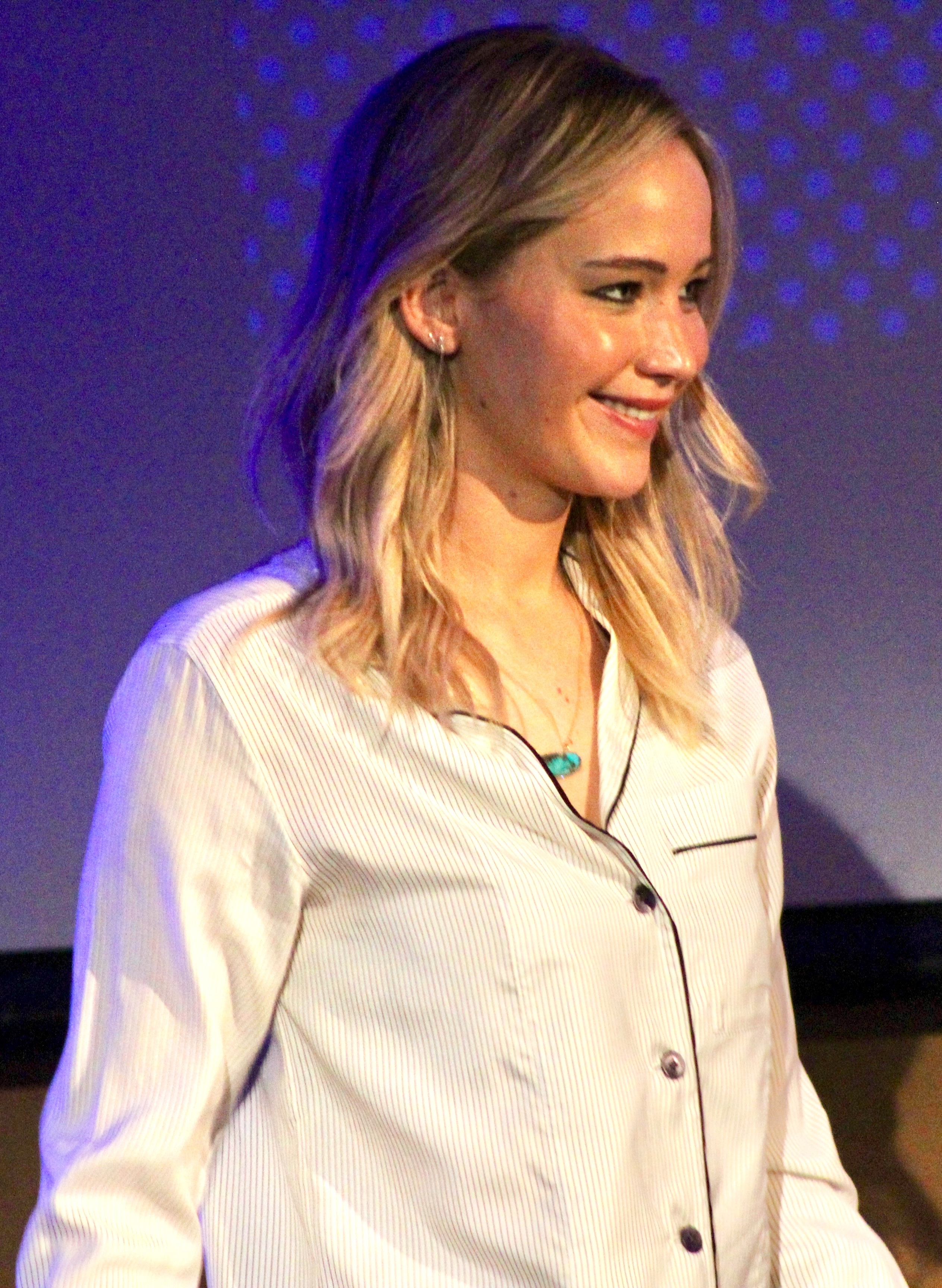
L'actrice en février 2018, lors d'une conférence à l'Université Tulane à La Nouvelle-Orléans.

Jennifer Lawrence est très impliquée dans la lutte pour les droits des femmes. Elle soutient l'organisation Planned Parenthood et le mouvement favorable à l'avortement pro-choix. Féministe, elle estime que les femmes peuvent être à la fois fortes tout en restant sensibles et empathiques.
Dans une interview à Vogue, elle fustige Kim Davis, fonctionnaire originaire du même État qu'elle, le Kentucky, dont le refus de fournir des actes de mariage à des couples du même sexe a été fortement médiatisé.
Bien qu'ayant été élevée au sein d'une famille républicaine, Lawrence s'oppose à la politique de Donald Trump et déclare qu'elle ne peut « pas imaginer soutenir un parti qui ne soutient pas les droits fondamentaux des femmes ».
En 2015, elle écrit une lettre ouverte sur Lenny, la newsletter féministe de la comédienne Lena Dunham. Dans cette lettre, elle critique les inégalités salariales entre les hommes et les femmes et dénonce le sexisme à Hollywood. Elle évoque également ses propres expériences en tant qu'actrice et rapporte avoir été moins payée que ses partenaires masculins dans le film American Bluff.
Lors de la campagne pour l'élection présidentielle américaine de 2016, elle soutient la candidate démocrate Hillary Clinton.
En février 2018, elle annonce à Entertainment Tonight qu'elle va faire une courte pause dans sa carrière d'actrice.
Jennifer Lawrence se joint à RepresentUs, une organisation visant à faire adopter des lois anti-corruption par le gouvernement américain. Elle déclare : « Je vais travailler avec cette organisation pour essayer de convaincre les jeunes de s'engager dans la politique mais à un niveau local. Cela n'a rien à voir avec un quelconque parti politique. Il s'agit d'un mouvement contre la corruption qui peut nous aider à sauver notre démocratie ».

### Charité
Jennifer Lawrence affiche son soutien à plusieurs organismes de bienfaisance tels que World Food Programme, Feeding America (en) et Thirst Project (en).
Avec ses partenaires d'Hunger Games, Josh Hutcherson et Liam Hemsworth, elle contribue à sensibiliser les Nations unies aux problèmes de la pauvreté et de la faim.
Elle recueille plus de 40 000 dollars lors d'une première de Hunger Games : L’Embrasement au profit du Saint Mary's Center, une organisation permettant d'aider les personnes en situation de handicap située dans sa ville natale de Louisville.
Elle collabore avec Omaze pour récolter des fonds lors de la première de Hunger Games : La Révolte, partie 1. Elle fait équipe avec Hutcherson et Hemsworth pour Prank Il FWD, une initiative de bienfaisance qui lève des fonds pour l'organisme sans but lucratif Do Something.
En 2015, elle crée l'association Jennifer Lawrence Foundation, qui soutient les organismes de bienfaisance tels que Boys & Girls Clubs of America et Special Olympics. L'année suivante, Lawrence fait un don de 2 millions de dollars à l'hôpital pour enfants de Louisville afin de contribuer à la construction d'une unité de soins intensifs en cardiologie,.

## Filmographie

### Cinéma
- 2008 : Garden Party de Jason Freeland : Tiff
- 2008 : The Poker House de Lori Petty : Agnes
- 2008 : Loin de la terre brûlée (The Burning Plain) de Guillermo Arriaga : Mariana
- 2010 : Winter's Bone de Debra Granik : Ree Dolly
- 2011 : Le Complexe du castor (The Beaver) de Jodie Foster : Norah
- 2011 : À la folie (Like Crazy) de Drake Doremus : Sam
- 2011 : X-Men : Le Commencement (X-Men : First Class) de Matthew Vaughn : Raven Darkholme / Mystique
- 2012 : Hunger Games (The Hunger Games) de Gary Ross : Katniss Everdeen
- 2012 : Happiness Therapy (Silver Linings Playbook) de David O. Russell : Tiffany Maxwell
- 2012 : La Maison au bout de la rue (House at the End of the Street) de Mark Tonderai : Elissa
- 2013 : The Devil You Know de James Oakley : Zoe (jeune)
- 2013 : Hunger Games : L’Embrasement (The Hunger Games: Catching Fire) de Francis Lawrence : Katniss Everdeen
- 2013 : American Bluff (American Hustle) de David O. Russell : Rosalyn Rosenfeld
- 2014 : X-Men: Days of Future Past de Bryan Singer : Raven Darkholme / Mystique
- 2014 : Serena[160] de Susanne Bier : Serena Pemberton
- 2014 : Hunger Games : La Révolte, partie 1 (The Hunger Games: Mockingjay - Part 1) de Francis Lawrence : Katniss Everdeen
- 2015 : Hunger Games : La Révolte, partie 2 (The Hunger Games: Mockingjay - Part 2) de Francis Lawrence : Katniss Everdeen
- 2015 : Joy de David O. Russell : Joy Mangano
- 2016 : X-Men: Apocalypse de Bryan Singer : Raven Darkholme / Mystique
- 2016 : A Beautiful Planet (en) de Toni Myers : narratrice (voix)
- 2016 : Passengers de Morten Tyldum : Aurora Lane
- 2017 : Mother! de Darren Aronofsky : Mère
- 2018 : Red Sparrow de Francis Lawrence : Dominika Egorova
- 2019 : X-Men: Dark Phoenix de Simon Kinberg : Raven Darkholme / Mystique
- 2021 : Don't Look Up : Déni cosmique (Don't Look Up) d'Adam McKay : Kate Dibiasky
- 2022 : Causeway de Lila Neugebaue : Lynsey
- 2023 : Le Challenge (No Hard Feelings) de Gene Stupnitsky : Maddie (également productrice)
- 2025 : Die, My Love de Lynne Ramsay : Grace

### Télévision
Séries
- 2006 : Monk : la mascotte des Cougars (saison 5, épisode 3)
- 2007 : Médium : Claire Chase (saison 3, épisode 7)
- 2007 : Cold Case : Affaires classées : Nathalie et Abby Bradford, 2007 (saison 4, épisode 18)
- 2007–2009 : The Bill Engvall Show : Lauren Pearson
- 2008 : Médium : Allison, jeune (saison 4, épisode 2)

Téléfilms
- 2006 : Company Town de Thomas Carter : Caitlin
- 2007 : Not Another High School Show de Mike Binder : une fille passionnée

### Clip
- 2010 : The Mess I Made de Parachute : la jeune femme

### Publicité
- 2018 : Joy de Dior, réalisé par Francis Lawrence

### Comme productrice
Documentaire
- 2024 : Bread and Roses de Sahra Mani

## Distinctions
Jennifer Lawrence a eu de nombreuses nominations et récompenses cinématographiques.
En dehors du monde du cinéma, l'astéroïde (384584) Jenniferlawrence est nommé en son honneur.

## Voix francophones
Pour les versions françaises, Kelly Marot est la voix régulière de Jennifer Lawrence, qu'elle double notamment pour les films Hunger Games, Happiness Therapy et American Bluff. Avant cela elle a été doublée par Noémie Orphelin dans Loin de la terre brûlée, Olivia Luccioni dans Le Complexe du castor et Marie Tirmont dans la série Médium. Céline Mauge l'a doublé dans X-Men : Le Commencement puis la conservé pour le reste de la prélogie X-Men.
Au Québec, elle est doublée par Catherine Brunet, notamment pour les films Hunger Games.
- Versions françaises :
  - Kelly Marot : série de films Hunger Games[162], Happiness Therapy[162], American Bluff[162], etc.
  - Céline Mauge : prélogie X-Men[163],[162].
- Versions québécoises :
  - Catherine Brunet : série de films Hunger Games[164], etc.